# Translatewiki.net
translatewiki.net – internetowa platforma lokalizacji dla społeczności tłumaczy, wspólnot językowych oraz projektów wolnego oprogramowania, wykorzystująca rozszerzenie tłumaczeń MediaWiki.
W serwisie zarejestrowanych jest ponad 17 tysięcy tłumaczy, zasoby liczą ponad 120 tysięcy stron do tłumaczenia w 295 językach i 57 projektach, m.in. MediaWiki, OpenStreetMap, Mifos, Encyclopedia of Life i FreeCol.